# Björnsjön (Sundsjö socken, Jämtland)
Björnsjön är en sjö i Bräcke kommun i Jämtland och ingår i Indalsälvens huvudavrinningsområde. Sjön har en area på 0,144 kvadratkilometer och ligger 432,2 meter över havet. Sjön avvattnas av vattendraget Björnbäcken.

## Delavrinningsområde
Björnsjön ingår i det delavrinningsområde (699401-149191) som SMHI kallar för Mynnar i Sittån. Medelhöjden är 435 meter över havet och ytan är 17,27 kvadratkilometer. Det finns inga avrinningsområden uppströms utan avrinningsområdet är högsta punkten. Björnbäcken som avvattnar avrinningsområdet har biflödesordning 3, vilket innebär att vattnet flödar genom totalt 3 vattendrag innan det når havet efter 160 kilometer. Avrinningsområdet består mestadels av skog (77 procent) och sankmarker (17 procent). Avrinningsområdet har 0,14 kvadratkilometer vattenytor vilket ger det en sjöprocent på 0,8 procent.